# Пухівка (птах)
Пухі́вка зеленоши́я, або пухівка, рідше га́га (Somateria mollissima) — велика морська качка, поширена вздовж північного узбережжя Європи, Східного Сибіру і Північної Америки. Велику частину життя ці качки проводять в морі на невеликій відстані від берега, де часто можна побачити, як вони колихаються на хвилях або літають дуже низько над водою. Гніздяться колоніями на арктичному узбережжі, островах Північного Льодовитого океану і північних помірних широтах. Зимують в прибережних водах у південній частині ареалу гніздування або на південь від нього. Поза сезоном розмноження утворюють великі зграї. Живляться молюсками і ракоподібними, за якими пірнають на морське дно.
Пухівка перш за все відома завдяки своєму легкому і еластичному пуху, яким утепляють одяг полярників і альпіністів. В Північній Європі та Ісландії отримала розвиток галузь господарства, пов'язана зі збиранням і обробкою її пуху.

## Опис

### Зовнішній вигляд

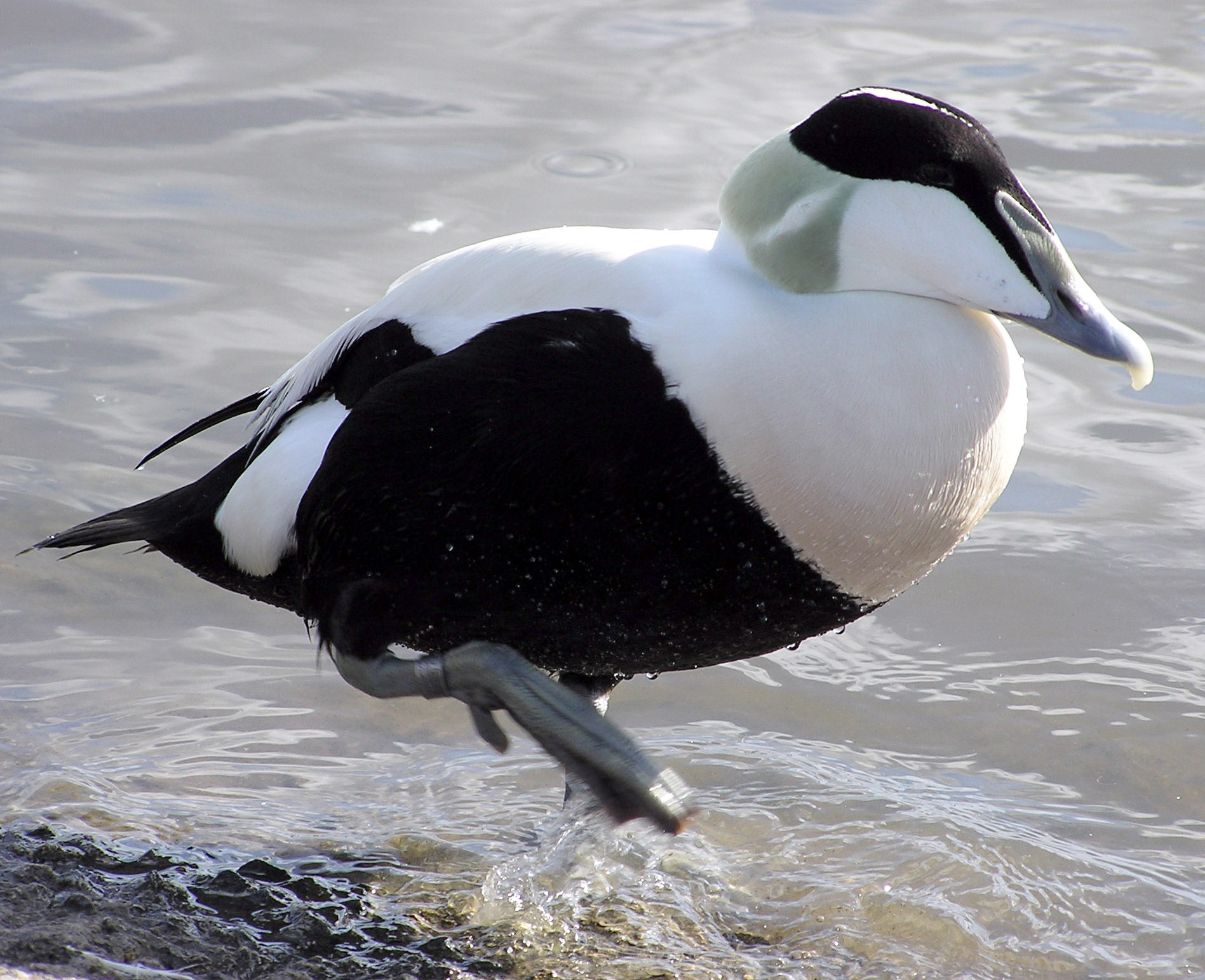
Самець

Дуже крупна, коренаста качка з короткою шиєю, великою головою і дзьобом клиноподібної форми, що нагадує дзьоб гусака. Розміром птах з невеликого гусака: довжина тіла 50—71 см, розмах крил 80—108 см, маса 1,8—2,9 кг.
У забарвленні яскраво виражений статевий диморфізм. Самець зверху переважно білий, за винятком чорної оксамитової шапочки на голові, зеленуватої потилиці і чорного надхвістя. На грудях помітний ніжний рожево-кремовий наліт. Низ і боки чорні, з великими білими плямами з боків підхвістя. Колір дзьоба відрізняється у окремих підвидів — він може бути жовто-оранжевим або сірувато-зеленим, також розрізняється форма малюнка на дзьобі (див. розділ «Класифікація»). У тихоокеанського підвиду S. m. v-nigra на підборідді є чорний V-подібний малюнок.
В оперенні самиці поєднані буро-коричневе тло і численні чорні плями на верхній частині тіла, особливо великі на спині. Дзьоб зеленувато-оливковий або оливково-бурий, темніший ніж у самця. Якщо самця легко розпізнати серед інших качок, то самицю іноді можна сплутати з самицею спорідненої королівської гаги (S. spectabilis). Від останньої її можна відрізнити по масивнішій голові і формою задньої частини дзьоба: у королівської гаги вирізи оперення з боку щік і з боку лоба мають приблизно рівну довжину, тоді як у звичайної виріз з боку щоки помітно довший і майже досягає ніздрів.
Молоді птахи в цілому схожі на самку, але мають темніше, монотонніше оперення з вузькими плямами. Черевна сторона сіра.

### Локомоція

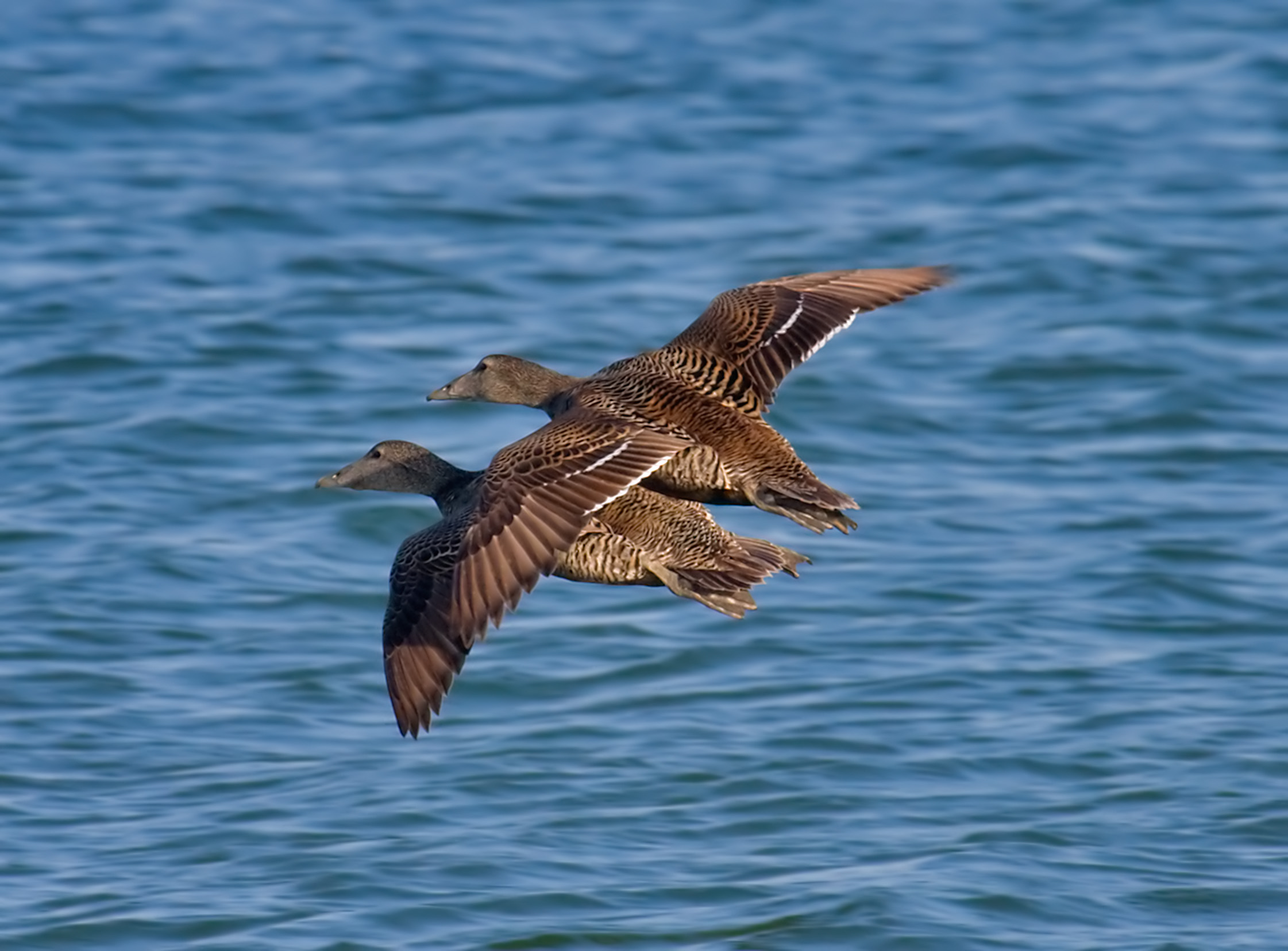
Дві самиці в польоті

Пухівка — типово морський вид, на берег вона виходить тільки для розмноження — з цієї причини пересувається суходолом незграбно, вайлувато. В польоті виглядає дуже огрядним, важким птахом, летить із швидкістю 55—65 км/год. Над водою тримається дуже низько, над самими гребенями хвиль, роблячи глибокі рівномірні помахи крилами. Добре плаває навіть при сильному хвилюванні і чудово пірнає на глибину від 3 до 20 м, а в окремих випадках і до 50 м, використовуючи для пересування під водою крила.

### Вокалізація
Пухівки вокалізують тільки в сезон розмноження, в решту часу, як правило, мовчазні. Типовий заклик самця — глухе воркуюче «агууу-агууу», яке він видає під час сумісного залицяння — цей звук віддалено нагадує крик пугача. Типовий заклик самки — низьке крякання «корр-крр-крр», трохи схоже на стукіт човнового мотора.

## Розповсюдження

### Ареал гніздування

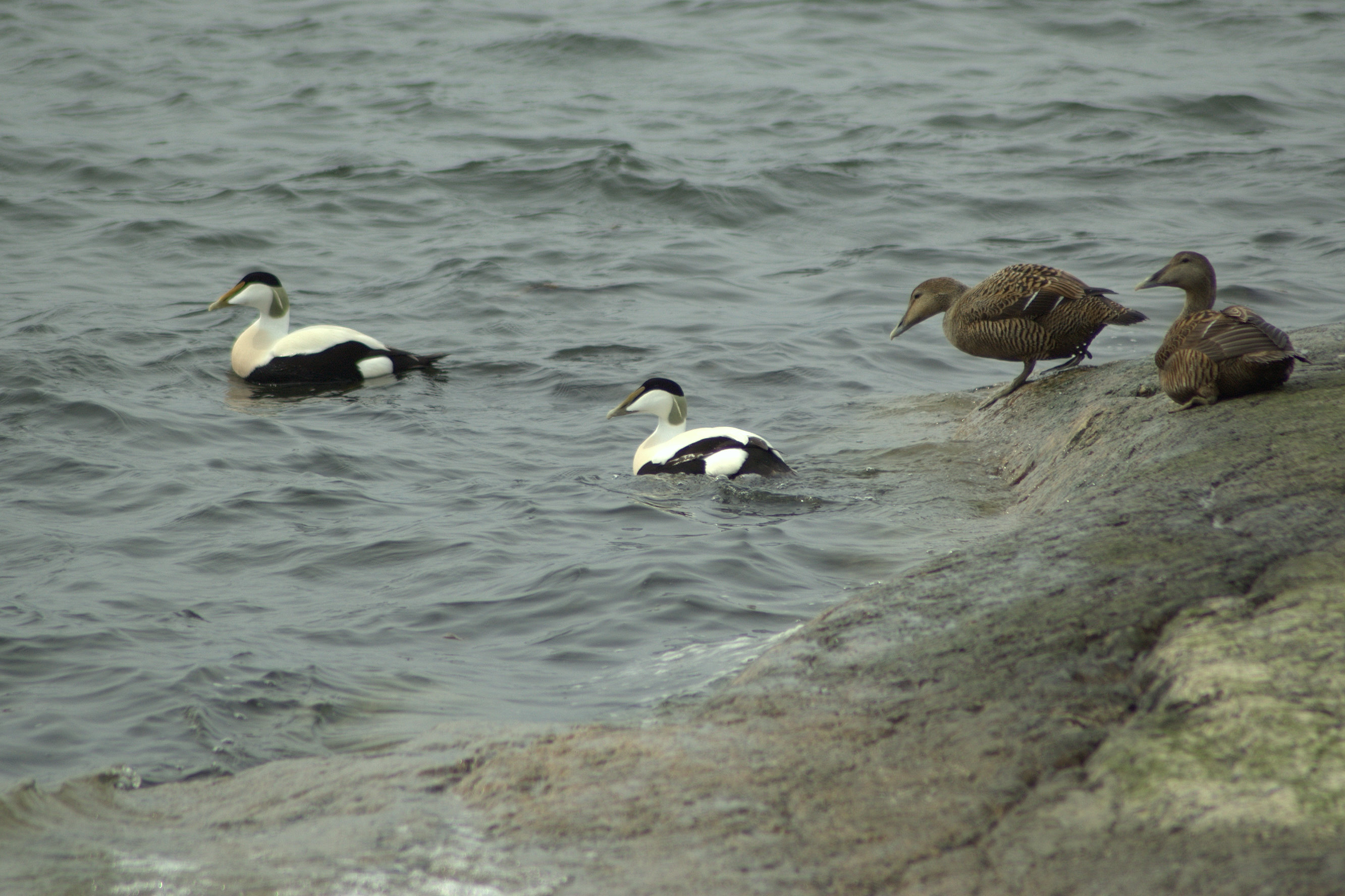
Гага віддає перевагу невеликим кам'янистим островам, де немає наземних хижаків

Основні райони проживання — арктичне, субарктичне і північне помірне узбережжя Канади, Європи і Східного Сибіру. На сході Північної Америки гніздиться на південь до Нової Шотландії і штату Мен, включаючи Гудзонову затоку, затоку Джеймс, острови Лабрадор, Ньюфаундленд, Саутгемптон, Корнуолліс і Сомерсет. На заході континенту область гніздування обмежена Аляскою на південь до затоки Кука і острова Кадьяк, і північним арктичним узбережжям на схід до протоки Діз і півострову Мелвілл, включаючи острови Банкс і Вікторія. На захід від Аляски населяє Алеутські острови і острови Святого Лаврентія і Святого Матвія.
Підвид borealis мешкає на островах північної Атлантики і Північного Льодовитого океану від Баффинової Землі на схід до Землі Франца-Йосипа, зокрема в Гренландії, Ісландії, на островах Елсмір, Ян-Маєн, Ведмежий, Оркнейських, Шетландських і Гебридських островах, архіпелазі Шпіцберген. Фарерські острови — область розповсюдження підвиду faeroeensis.
У Європі поширений номінативний підвид mollissima — район проживання охоплює Британські острови, прибережні води Північного і Балтійського морів, узбережжя Скандинавії, Кольського півострова і Білого моря на південь до Кандалакші, східніше до Нової Землі і острова Врангеля. Можливо, гніздиться на узбережжі півострова Канін. Починаючи з другої половини 20 століття, осілі зграйки гаг були виявлені значно південніше — на Чорному морі в районі Чорноморського заповідника. Нарешті, на північному сході Євразії район проживання охоплює узбережжя від Чаунської губи на схід до Берингової протоки і далі на південь до північно-східних берегів Камчатки, а також північно-східне узбережжя Охотського моря від Тауйської губи на схід до Пенжинської губи. Включає острови Новосибірські, Вайгач, Врангеля, Карагінський, Мідний, Беринга, Діоміда.
В Україні гніздиться на о-вах Ягорлицької, Тендрівської та Джарилгацької заток, на Кінбурнській косі та о. Березані. В означених районах, а також у прибережній зоні Одеської області та дуже рідко в українській частині дельти Дунаю зимує частина популяції.

### Міграційна поведінка

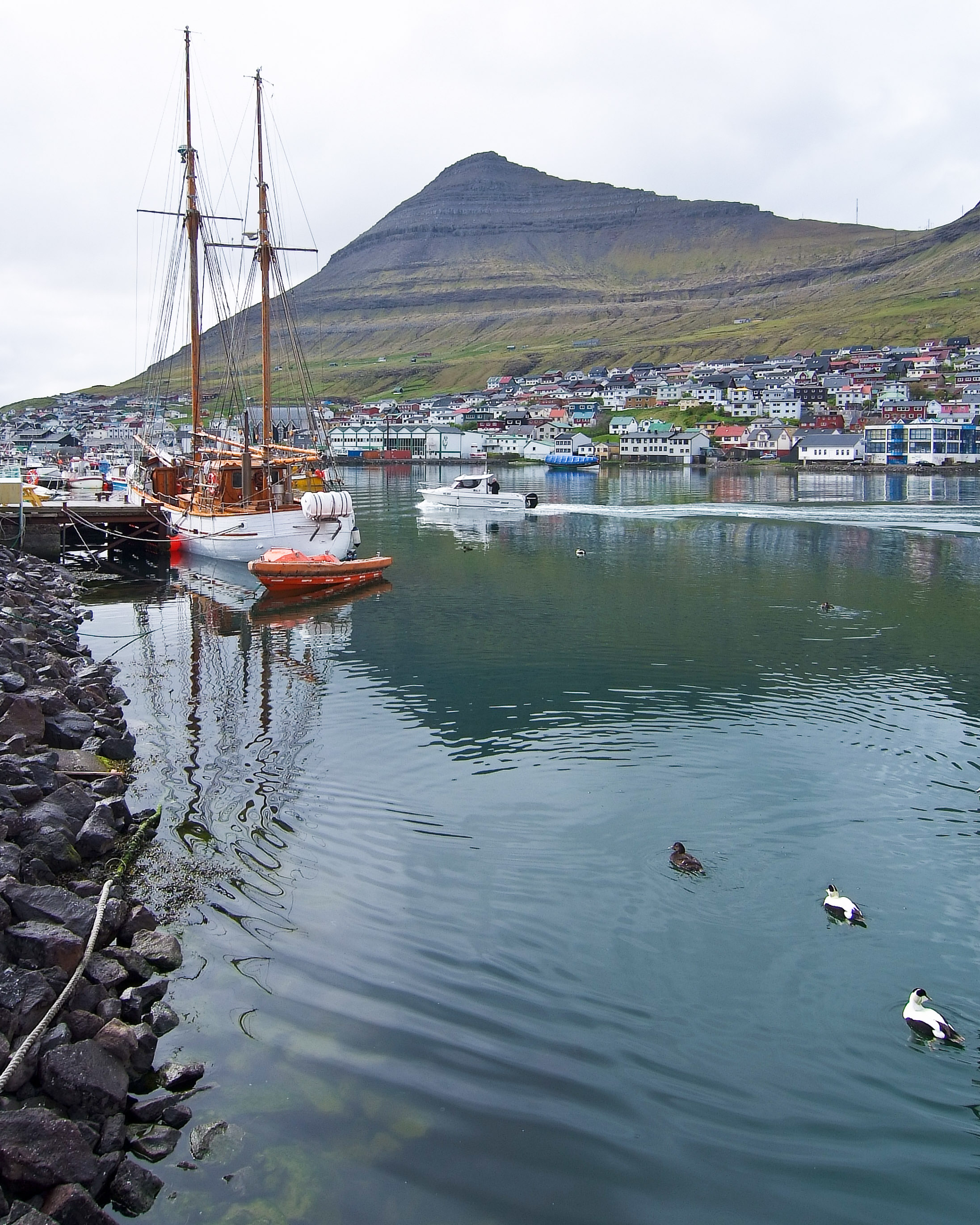
Гаги звичайні на Фарерських островах

Попри суворий північний клімат, пухівка насилу покидає райони гніздування, поки море не покрите шаром льоду і птах здатний добути собі прожиток. При цьому місця зимування не обов'язково знаходяться в південніших широтах, а іноді і значно північніше.
У Європі багато популяцій ведуть осілий спосіб життя, інші частково мігрують. Багато птахів з північних регіонів Росії, Фінляндії, Швеції і Норвегії разом з місцевими популяціями зимують на західному узбережжі Мурманської області, де Гольфстрим не дозволяє воді замерзнути. Інші переміщаються на захід і північ Норвегії, а також убік Балтійського і Ваденського морів. Популяції Білого моря — Онезькой губи, Кандалакшської затоки і Соловецьких островів — в холодну пору року концентруються в Онежській губі. У Нідерландах велика частина птахів залишається на місцях, інші переміщаються до південних і східних берегів Великої Британії, в Нормандію і у малій кількості у води Біскайської затоки. На Землі Франца-Йосипа всі гаги мігрують, проте місця їх зимування залишаються невиясненими.
З північно-східних регіонів Росії, а також з Аляски і північно-західної Канади гаги переміщаються убік Берингова моря, де величезні зграї збираються в серединній частині акваторії біля кордону крижаного покриву, у островів Діоміда, Командорських і Алеутських островів. Інший пункт призначення американських гаг — західне узбережжя континенту на південь до Ванкувера. Популяції східних популярних регіонів Канади зимують від Лабрадору на південь до Нової Шотландії, зрідка досягаючи берегів Нової Англії. Із західного узбережжя Гренландії більшість птахів переміщається на південний захід острови, зі східного можливо до Ісландії, де зимують спільно з місцевими осілими гагами.

### Місця мешкання
Кормовим біотопом птаха є літоральні ділянки моря з великих числом молюсків та інших донних мешканців, де глибина не перевищує кількох метрів. Гніздиться на кам'янистих берегах, часто на невеликих скелястих островах, недоступних для песців та інших наземних хижаків. Углиб материка або острова не залітає, гнізда влаштовує на відстані не більше 0,5 км від води. Біля пологих піщаних пляжів не зустрічається.

## Чисельність і причини її зміни
Гніздову популяцію у Європі оцінено в межах 840 тис. — 1 млн. 200 тис. пар, зимівельну — 1 млн. 700 тис. ос. На о-вах Ягорлицької і Тендрівської заток Чорноморського біосферного заповідника гніздиться 1,2—2 тис. пар, в РЛП «Кінбурнська коса» — близько 100 пар, у інших місцях́ — поодинокі пари. Останніми роками чисельність зменшується. У районі Чорноморського біосферного заповідника кількість гніздових пар знизилась до 670—700. На зимівлю залишається від 500 до 2 тис. особин, раніше реєстрували до 8 тис. ос. Причини зміни чисельності — погіршення екологічного стану Чорного моря, епізоотії у гніздових поселеннях, знищення кладок мартином жовтоногим.

## Розмноження

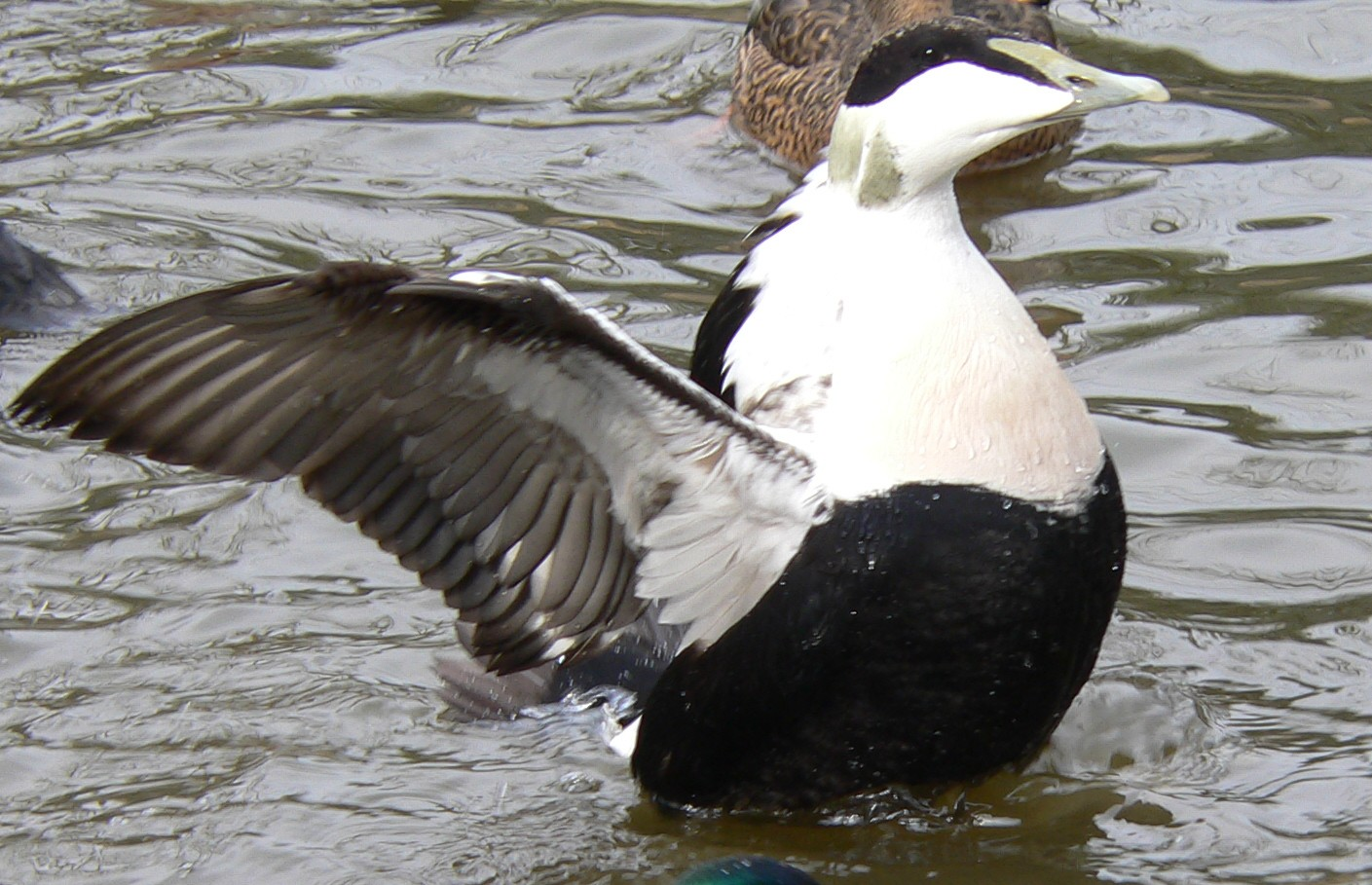
Шлюбна поведінка самця

Пухівка — моногамна тварина. Гніздиться колоніями, зрідка одиночними парами, починаючи з другого або, частіше, третього року життя. Більшість пар утворюються ще протягом зимування і до місць гніздування прибувають разом. Навесні самці стають дуже збудженими, часто токують перед самками, навіть коли пара вже сформована. Під час залицяння самець підводиться на воді, тримаючи тулуб майже вертикально, змахує крилами і демонструє самці своє чорне черево. Дзьоб спочатку притиснутий до грудей, проте потім самець підкидає його вертикально вгору разом з шиєю і видає гучний глухий воркуючий крик. Часто одну самицю оточують відразу кілька самців, тому між ними можуть виникати бійки. Самці-перволітки також поводяться демонстративно, проте пару не утворюють і часто в колоніях не з'являються, залишаючись на місцях зимівель. На облаштування гнізда багато часу не йде, птахи прибувають на сушу лише перед самим початком сезону розмноження — як правило, це зазвичай відбувається в другій половині квітня або травні, але на крайній півночі іноді і дещо пізніше.

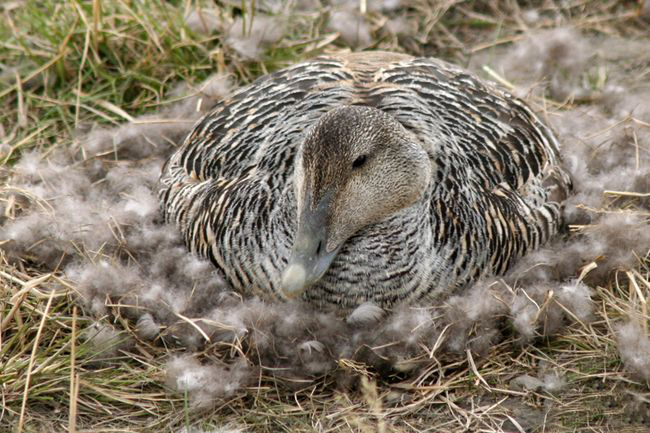
Звичайна гага на яйцях

Розмір колоній і відстань між сусідніми гніздами сильно варіюють: найбільша щільність буває на відкритих скелястих ділянках, де на одному квадратному метрі може знаходитися 2-3 гнізда. Кількість птахів в окремих випадках може досягати тисячі і більше особин — наприклад, такі колонії відмічені в Ісландії. Птаха уникають обривистих берегів і гострих скель, а в місцях з нерівним рельєфом, міжгір'ями і печерками селяться розрізнено. Колонія може знаходиться як прямо у кромки води, так і в декількох сотнях метрах від неї, але обов'язково повинна мати пологий спуск до моря.

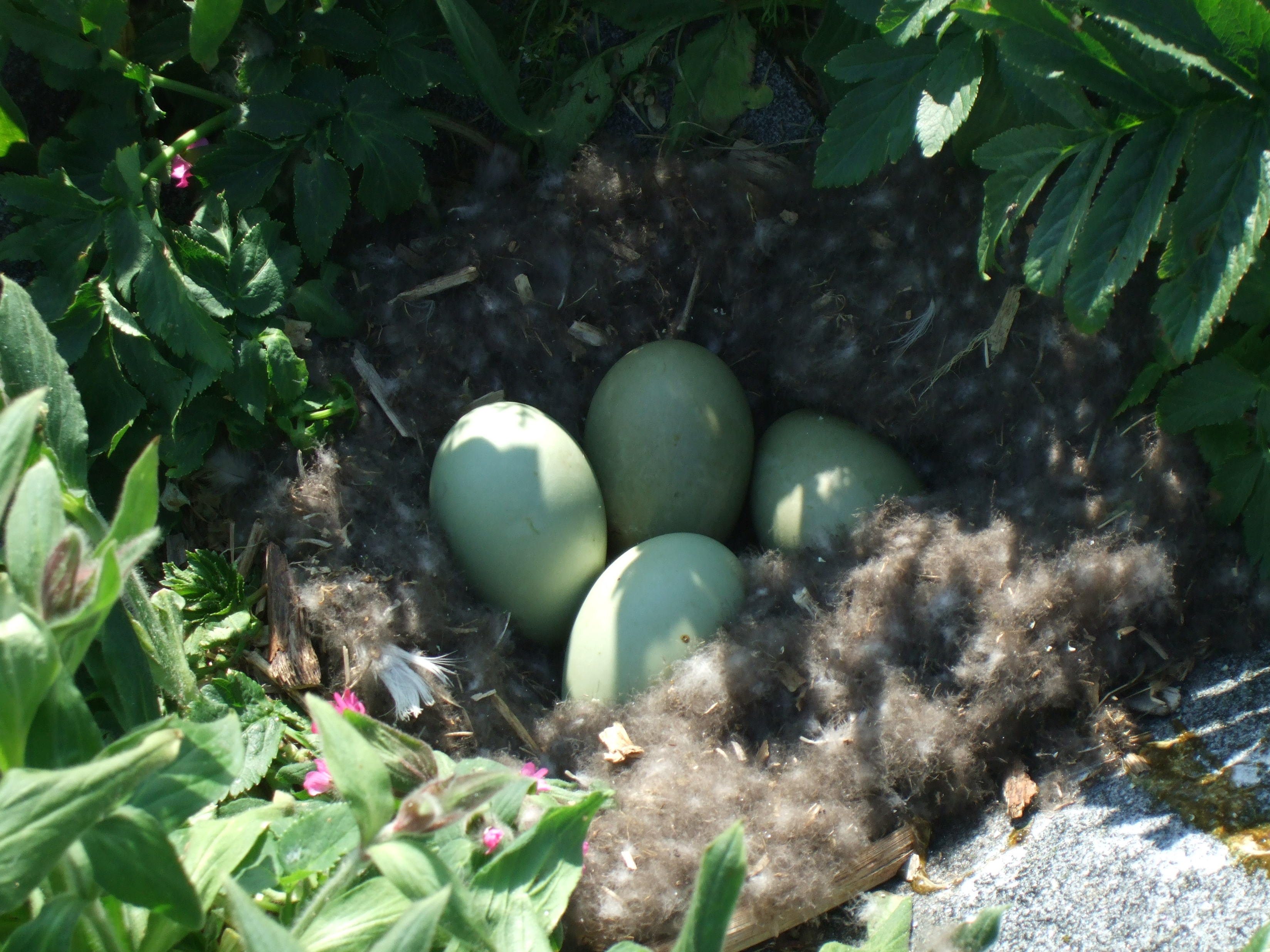
Кладка яєць у гнізді

Гніздо є ямкою завширшки 20—25 см завглибшки близько 10 см, виритою в ґрунті, часто торфі, викладеною травою і рясним шаром сірого пуху, який самиця вищипує з нижньої частини грудей і черевця. Гніздо може бути як повністю відкритим, так і захованим у великого каменя, в улоговинці або під покровом лап великої ялини. Одне і те ж поглиблення може використовуватися декілька років поспіль, проте птахи уникають залишків торішнього пуху, і за його наявності гніздяться поряд. Іноді свого гнізда у пари немає зовсім, а яйця підкидаються в гнізда інших птахів — турпана, середнього креха, сріблястого та чорнокрилого мартина. Протягом року відбувається одна кладка, що зазвичай складається з 4—6 (рідше 1—8) крупних яєць блідо-оливкового або зеленувато-сірого кольору без малюнка. Розміри яєць: (69—95) х (47—58) мм. В день відкладається по одному яйцю, і паралельно додається нова порція пуху — в результаті до кінця кладки яйця виявляються майже повністю укритими. По краях гнізда створюється вал з того ж пуху.

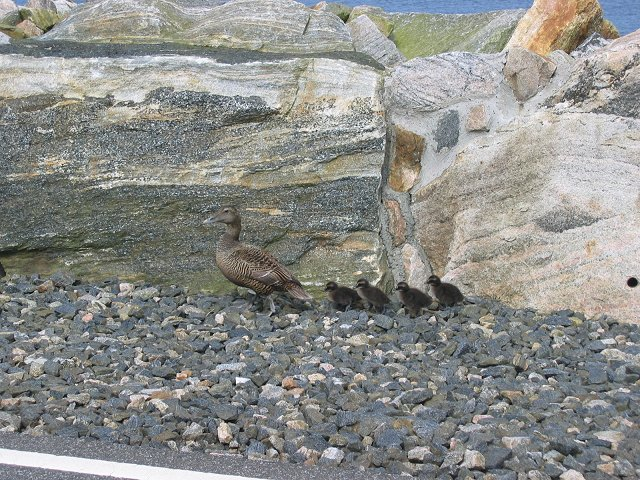
Виводок пташенят

Насиджування починається з останнього яйця, висиджує одна самиця протягом 25—28 днів. Спочатку самець знаходиться біля гнізда, проте незабаром втрачає до нього інтерес і повертається у море, зовсім не піклуючись про потомство. До кінця насиджування самиця сидить дуже щільно і не приймає їжі, так що до неї можна підійти впритул і доторкнуться. Пташенята з'являються протягом кількох годин, і перші день або два тримаються біля гнізда — ловлять комарів та інших комах. Потім самиця відводить пташенят у бік моря (рідше на внутрішнє водоймище), де вони годуються серед прибережних каменів. На воді виводки часто змішуються один з одним і з неодруженими птахами, утворюючи крупні різновікові скупчення. До кінця другого місяця пташенята розмірами наздоганяють дорослих і стають повністю самостійними, а у віці 65—75 днів починають літати. В середньому звичайні гаги живуть близько 18 років, а максимально відомий вік — понад 37 років — був зареєстрований на Британських островах.

## Живлення
Пухівка живиться переважно молюсками (особливо мідіями і літоринами), яких дістає з дна моря. Крім того, вживає в їжу ракоподібних (зокрема бокоплавів, балянусів і рівноногих), голкошкірих та інших морських безхребетних. Зрідка їсть рибу. В період розмноження самиця також живиться рослинними кормами, які знаходить на узбережжі, — водоростями, ягодами, насінням і листям трав.
Основний спосіб добування їжі — упірнання на морське дно, у місцях, де глибина становить 2—4 м. Проте відомо, що птахи здатні занурюватися на глибину до 20 м і триматися під водою більше хвилини. Їжу заковтують цілком і потім переварюють в мускульному шлунку. Годуються в світлий час доби групою, при цьому ватажок зграї упірнає першим, після чого за ним слідує решта птахів. Через 15 — 30 хвилин після початку полювання слідує перерва, під час якої птахи виходять на берег, відпочивають і перетравлюють їжу. В суворі зими гаги прагнуть зберігати енергію — ловлять крупнішу здобич або зовсім відмовляються від їжі на період похолодання.

## Природні вороги і паразити
У полярних районах основними хижаками, які полюють на пухівку, вважають білу сову і песця. У південніших широтах на птахів нападають орлан-білохвіст, лисиця і пугач. Найуразливіші птахи в період розмноження: під час насиджування качка не покидає гніздо, а каченята, що щойно з'явилися на світло, не здатні літати і плавати. В цей час вони часто стають легкою здобиччю для мартинів і воронових — чорної, сірої ворони і крука. Заражають птахів і різні паразити, зокрема деякі види трематод, цестод і акантоцефалів.

## Класифікація
Пухівка була описана Карлом Ліннєєм в 10-му виданні його «Системи природи» в 1758 році. Біноміальна назва походить від двох латинських слів — somateria, що означає «пухнасте тіло», і mollissima — «дуже м'який».
Довідник «Handbook of the birds of the world» («Птахи світу») нараховує 6 підвидів звичайної гаги:
- S. m. mollissima (Linnaeus, 1758) — Північно-Західна і Північна Європа на схід до півстрова Канін і Нової Землі. Дзьоб сірувато-зелений.
- S. m. faeroeensis C. L. Brehm, 1831 — Фарерські острови. Дзьоб сірувато-оливковий і дещо меншої довжини, ніж у номінатівного підвиду.
- S. m. v-nigra C. L. Brehm, 1831 — Північно-Східний Сибір на схід від Новосибірських островів і Чаунської губи, вівнічний захід Північної Америки. Дзьоб померанчевий. Зеленуватий наліт на потилиці також захоплює область під оком. На підборідді чорний V-подібний малюнок.
- S. m. borealis (C. L. Brehm, 1824) — арктичні острови від Баффінової Землі на схід до Земли Франца-Йосипа, включаючи Гренландію та Ісландію. Дзьоб жовтувато-померанчевий.
- S. m. sedentaria Snyder, 1941 — Гудзонова затока. Схожий на dresseri, проте має нігтик меншого розміру.
- S. m. dresseri Sharpe, 1871 — атлантичне узбережжя Північної Америки. Дзьоб сірувато-зелений. На відміну від решти підвидів, наддзьоб'я має округлу, а не загострену вершину, що доходить майже до ока. Зеленуватий наліт на потилиці, як і у підвиду v-nigra, захоплює область під оком.

## Птах і людина

### Промисел

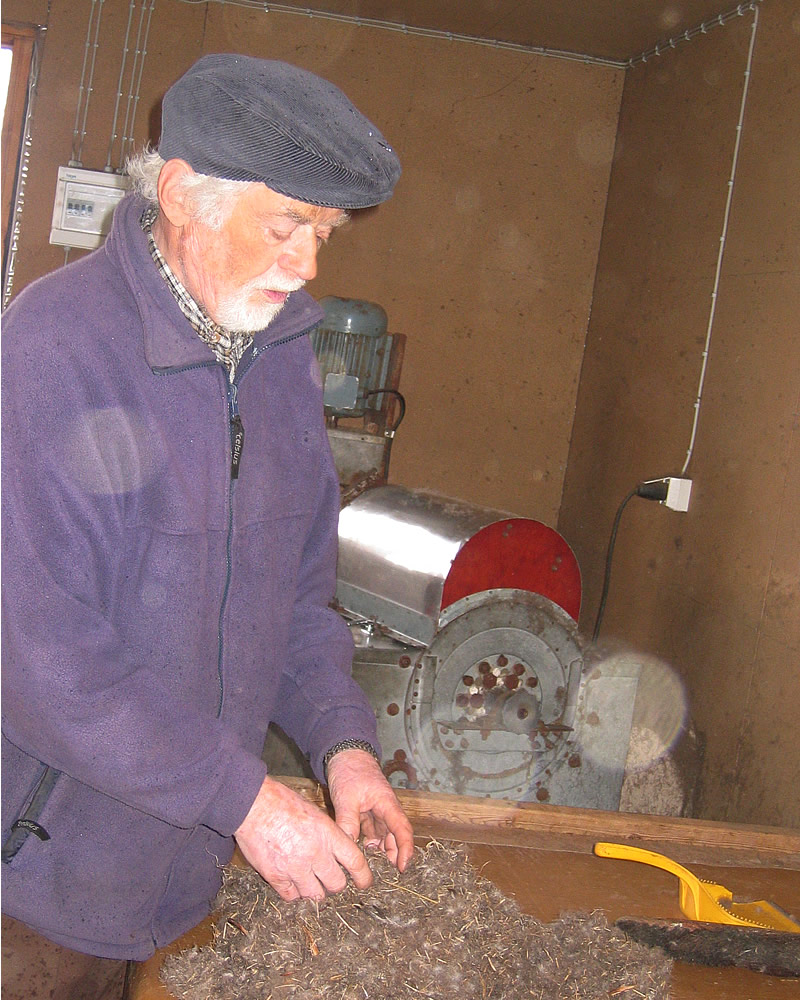
Обробка пуху

Коли говорять про пухівку, найчастіше згадують дуже легкий і теплий пух, який широко використовується для набивання подушок, ковдр і теплого одягу мешканців півночі, альпіністів і космонавтів. За своїми якостями, перш за все суто низькою теплопровідністю, еластичністю і малою вагою, цей пух перевершує пух будь-якого птаха. Багато північних країн займаються збиранням і обробкою пуху, проте першою в цьому промислі традиційно вважається Ісландія. Вважають, що вже в XV і XVI століттях ісландські заготівники активно торгували цим товаром з Англією. Заготівлею пуху займалася і Росія — в XVI столітті помори брали участь в заготівлі пуху на Шпіцбергені, а в XVII столітті серед товарів, які російські купці завозили в Нідерланди, значився і «пташиний пух». Гніздовий пух, що росте на череві, за своєю структурою дещо відрізняється від пуху інших частин тіла — він довший і має більшу кількість борозенок, які, чіпляючись одна з одною, додають йому еластичність. З цієї причини пух збирають саме з гнізд, а не обскубують з вбитих птахів.

#### Рання історія
Історія взаємин пухівки і людини йде корінням в глибоку старовину, задовго до появи писемності в північних широтах. Найбільш стародавнє свідоцтво полювання на пухівку було виявлене при розкопках стародавнього культурного поселення Йомала на Аландських островах в Балтійському морі. На території цього поселення, що існувало в епоху Неоліту в проміжку між 5400 і 4800 роками тому, були знайдені численні рештки кісток кількох видів птахів, велика частина яких належала звичайній газі. На підставі аналізу дослідники зробили висновок, що пухівка, разом з м'ясом тюленя і рибою, грала дуже важливу роль в раціоні місцевих жителів.
Найбільш рання письмова згадка промислу пухівок міститься в записах, залишених ченцем і єпископом Кутбертом Ліндісфарнським, що жив в VII столітті в Нортумбрії (нині територія Англії). Згідно з джерелом, він в 676 році усамітнився в печері на одному з островів Фарне, де зайнявся вирощуванням цих качок і використовував їхній пух для своїх потреб. Оскільки острів часто відвідували мореплавці, Кутберт написав правила, що регулювали охорону гнізд пухівок та інших морських птахів, — ці правила вважаються першим у світі відомим звітом правил про охорону природи. Місцеві жителі досі називають пухівок Cuddy's Ducks, тобто «качками Кутберта».
Іншим документом, де згадується пухівка, вважають староанглійський переклад «Історії світу» Орозія, складений англійським королем Альфредом Великим пізніше 890 року. У свій переклад монарх включив донесення вождя вікінгів Оттара, що вступив до нього на службу, про плавання від берегів Північної Норвегії у Біле море та в данський порт Хедебі. Оттар розповідає, що в Норвегії місцеві жителі платили йому податі «з оленячих шкур, гагачого пуху, моржевої кістки, канатів, зроблених з моржевої шкіри, і тюленів». В «Сазі про Егіле» (Egils saga Skallagrimssonar), написаній давньоісландською мовою біля 1220 року, Торольв, син Квельдульва, тримає гнізда пухівок, де збирає їхні яйця.

#### Збирання пуху
Пухівка не є свійським птахом, проте схильність до постійних гніздових ділянок і спокійне відношення до присутності людини зробили процес збирання пуху нескладною операцією. Як правило, ферми влаштовують на невеликих кам'янистих островах недалеко від великої землі. Щоб захистити гнізда від хижих мартинів і ворон, фермери встановлюють по периметру відлякуючі предмети, на кшталт яскравих прапорців або металевих предметів, що гуркотять на вітру. Збирають пух в два етапи — на самому початку насиджування і після його закінчення, коли виводки покидають гнізда (у ряді регіонів збір пуху дозволений тільки в кінці). В першому випадку самиця іноді покидає гніздо і вирушає годуватися, укривши гніздо пухом. Цим моментом користуються фермери, вилучаючи 17-20 г матеріалу. Повернувшись назад, пухівки негайно вищипують з грудей нову порцію пуху, а у разі його нестачі це робить самець. В Росії збором пуху, зокрема, займаються в Кандалакському заповіднику.

### Згадка в літературі

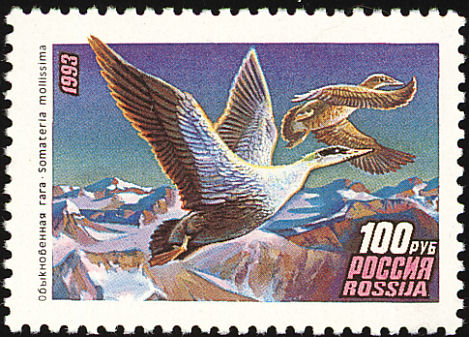
Російська поштова марка 1993 року

- У романі «Собор Паризькій Богоматері» Віктора Гюго, гагачий пух — метафора, з якою порівнюються легкі пухнасті хмари[34]:

| Біля убогого ліжка знаходилося вікно, в розбиті стекла якого, як крізь прорвану дощем павутину, виднівся клаптик неба і вдалині місяць, що покоївся на ложі пухнастих хмар, створених з гагачого пуху. Оригінальний текст (фр.) À côté du grabat il y avait une fenêtre dont le vitrail, défoncé comme une toile d'araignée sur laquelle la pluie a tombé, laissait voir à travers ses mailles rompues un coin du ciel et la lune couchée au loin sur un édredon de molles nuées. |

- У автобіографічному романі «Місяць і гріш» Сомерсета Моема, пухова ковдра — деталь інтер'єру кімнати[35]:

| Це була тісна кімнатка, вщерть наповнена меблями в стилі, який французи називають стилем Луї-Філіпа. Широке дерев'яне ліжко, прикрите червоною ковдрою з гагачого пуху, великий гардероб, круглий стіл, крихітний умивальник і два стільці, оббитих червоним репсом. Все брудне і обшарпане. Оригінальний текст (англ.) There was a large wooded bedstead on which was a billowing red eiderdown, and there was a large wardrobe, a round table, a very small washstand, and two stuffed chairs covered with red rep |

- У російській класичній літературі образ гагачого пуху можна знайти у Антона Чехова в розповіді «Те була вона!»[36]:

| — Хто тут? — питаю я, піднімаючись. — Це я. Не бійся! — відповідає жіночий голос. Я попрямував до дверей. Пройшло декілька секунд, і я відчув, як дві жіночі ручки, м'які, як гагачий пух, лягли мені на плечі. — Я люблю тебе. Ти для мене дорожче життя, — сказав жіночий мелодійний голосок. Оригінальний текст (рос.) — Кто здесь? — спрашиваю я, поднимаясь. — Это я… не бойся! — отвечает женский голос. Я направился к двери… Прошло несколько секунд, и я почувствовал, как две женские ручки, мягкие, как гагачий пух, легли мне на плечи. — Я люблю тебя… Ты для меня дороже жизни, — сказал женский мелодический голосок. |

## Виноски
1. ↑  Фесенко Г. В. Вітчизняна номенклатура птахів світу. — Кривий Ріг : ДІОНАТ, 2018. — 580 с. — ISBN 978-617-7553-34-1.
2. ↑  Анотований список українських наукових назв птахів фауни України [Архівовано 28 березня 2015 у Wayback Machine.] / Г. В. Фесенко, А. А. Бокотей. — Київ; Львів, 2000. — 44 с.
3. ↑  Маркевич О. П., Татарко К. І. Російсько-українсько-латинський зоологічний словник. Термінологія і номенклатура. — К.: Наук. думка, 1983. — С. 406.
4. 1 2 3 4 5  У. До. Рябіцев (2001). Птицы Урала, Приуралья и Западной Сибири. с. 88.
5. ↑  Е. А. Коблик (2001). Разнообразие птиц (по материалам экспозиции Зоологического музея МГУ). Т. 1. с. 227.
6. 1 2 3 4 5 6 7 8  Г. П. Дементьев, Н. А. Гладков (1953). Птицы Советского Союза. Т. 4. Советская наука. с. 519—531.
7. 1 2 3 4 5  Jogn Gooders, Trevor Boyer (1997). Ducks of Britain and the Northern Hemisphere. London: Collins & Brown. с. 108-111. ISBN 1855855704.
8. 1 2  M. Guillemette (1998). The effect of time and digestion constraints in Common Eiders while feeding and diving over Blue Mussel beds (PDF). Functional Ecology. 12: 123—131.
9. ↑  Klaus Janke, Bruno P. Kremer (1990). Das Watt. Lebensraum, Tiere und Pflanzen. Franckh-Kosmos Verlag. с. 93. ISBN 3440060357.
10. ↑  Killian Mullarney, Lars Svensson, Dan Zetterström, Peter J. Grant (2000). Birds of Europe. Princeton, NJ: Princeton University Press. с. 60. ISBN 978-0-691-05054-6.
11. 1 2 3 4  Л.С. Степанян (2003). Конспект орнитологической фауны России и сопредельных территорий. с. 65.
12. 1 2 3 4 5 6  C. Carboneras 1992. Family Anatidae (Ducks, Geese and Swans) in del Hoyo, J., Elliott, A., & Sargatal, J., eds (1992). Vol. 1. Handbook of the birds of the world. Barcelona: Lynx Edicions. ISBN 84-96553-42-6.
13. ↑  В. И. Лысенко (1991). Том 5 - Птицы. Вып. 3 - Гусеобразные. Фауна Украины. Киев: Наукова думка.
14. 1 2  Derek A. Scott, Paul M. Rose (1996). Atlas of Anatidae populations in Africa and Western Eurasia. Wetlands International. с. 193-197. ISBN 1900442094.
15. ↑  BirdLife International. Birds in Europe: population estimates, trends and conservation status. — Cambridge, UK: BirdLife International, 2004. — 374 pp. (BirdLife Conservation Series No. 12).
16. ↑  Червона книга України. Тваринний світ / під ред. М. М. Щербака. — К. : Укр. енциклопедія, 1994. — 464 с. — ISBN 978-966-97059-0-7.
17. ↑  Erich Rutschke (1988). Die Wildenten Europas – Biologie, Ökologie, Verhalten. Wiesbaden: Aula Verlag. ISBN 3-89104-449-6.
18. ↑  Eider Somateria mollissima. BTO BirdFacts. BTO (British Trust for Ornithology). Архів оригіналу за 20 серпня 2011. Процитовано 3 червня 2009.
19. ↑  
European Longevity Records. The European Union for Bird Ringing. 1 октября 2008. Архів оригіналу за 19 серпня 2011. Процитовано 3 червня 2009.
20. 1 2  C. Carboneras 1992. Family Anatidae (Ducks, Geese and Swans) in del Hoyo, J., Elliott, A., & Sargatal, J., eds (1992). Vol. 1. Handbook of the birds of the world. Barcelona: Lynx Edicions. ISBN 84-96553-42-6.
21. ↑  M. Guillemette, J. Himmelman, R. Ydenberg (1992). The role of energy intake rate in prey and habitat selection of common eiders Somateria mollissima in winter: a risk-sensitive interpretation. Journal of Animal Ecology. 61 (3): 599—610. Архів оригіналу за 9 липня 2009. Процитовано 25 червня 2009.
22. ↑  
Г. И. Атрашкевич, О. М. Орловская, К. В. Регель (25 жовтня 2008). Первые сведения о паразитах охтоморской популяции обыкновенной гаги (Somateria mollissima L.) (PDF). Материалы IV Всероссийского Съезда Паразитологического общества при Российской академии наук. РАН. Архів (PDF) оригіналу за 20 серпня 2011. Процитовано 5 червня 2009.
23. ↑  Carlous Linnaeus (1758). Systema naturae per regna tria naturae, secundum classes, ordines, genera, species, cum characteribus, differentiis, synonymis, locis. Tomus I. Editio decima, reformata. Holmiae. (Laurentii Salvii). с. 190.
24. ↑  James A. Jobling, Richard Fowling (1992). A Dictionary of Scientific Bird Names. Oxford University Press. с. 304. ISBN 0198546343.
25. 1 2  John Charles Phillips (1986). A natural history of the ducks. Courier Dover Publications. ISBN 0486251411.
26. ↑  Kristiina Mannermaa (2002). Bird bones from Jettböle I, a site in the Neolithic Åland archipelago in the northern Baltic (PDF). Acta zoologica cracoviensia. 45: 85—98. Архів оригіналу (PDF) за 11 квітня 2009. Процитовано 26 червня 2009.
27. ↑  James Raine (1828). Saint Cuthbert. G. Andrews. с. 22, 119, 142, 194—196. Архів оригіналу за 30 вересня 2014. Процитовано 26 червня 2009.
28. ↑  Nick Doll (1991). A canoeist's guide to the North-East. Cicerone Press Limited. ISBN 1852840668. Архів [=http://books.google.com/books?id=FtcYIpq6KtoC&pg=PA223&lpg=PA223&dq=%22Cuddy%E2%80%99s+Duck%22&source=bl&ots=NldzpMDv8S&sig=oi7b2259baHl9VroGUNpIh49YTw&hl=en&ei=oWUpSqKRLZCqMoCOieMJ&sa=X&oi=book_result&ct=result&resnum=7 оригіналу] за 22 вересня 2014. Процитовано 26 червня 2009.
29. ↑  Brett Westwood (17 січня 2003). Cuddy's Duck. BBC Radio. Архів оригіналу за 20 серпня 2011. Процитовано 4 червня 2009.
30. ↑  J. Suul (1983). Ærfuglens plass i norsk kystkultur og historie. Vår Fuglefauna. 10 (3): 203—210.
31. ↑  Børge Brende (Minister of the Environment Norway) (3 березня 2002). Vegaøyan – The Vega Archipelago (PDF). Міністерство природних ресурсів Норвегії. Архів оригіналу (PDF) за 19 лютого 2006. Процитовано 4 червня 2009.
32. 1 2  Nelson Annandale, Francis Hugh Adam Marshall (1905). The Faroes and Iceland. Clarendon press.
33. ↑  Ирина Бреслина. В Кандалакшськом заповеднике. Информационный центр «Жива Арктика». Архів оригіналу за 20 серпня 2011. Процитовано 5 червня 2009.
34. ↑  Гюго, «Собор Паризької Богоматері», Розділ VIII
35. ↑  Сомерсет Моем, «Місяць і Гріш», Розділ 11
36. ↑  А. П. Чехов (1976). Сочинения в 18 томах. Полное собрание сочинений и писем в 30 томах. Т. 5. Москва: Наука. с. 482—486.